# Agouagon
Agouagon est un village de l'Etat du Bénin, en Afrique de l'Ouest. Il est situé dans le département des Collines (Bénin) et fait partie administrativement de l'arrondissement de Thio, qui est lui-même sous la juridiction de la commune de Glazoué. La route RNIE2/RNIE5 passe au nord de l'agglomération dans le sens est-ouest, la partie sud de l'agglomération est traversée par une voie ferrée,.